# 2006年冬季奥林匹克运动会美属维尔京群岛代表团
2006年冬季奥林匹克运动会美属维尔京群岛代表团是美属维尔京群岛派出的2006年冬季奥林匹克运动会代表团。唯一获得资格的参赛选手Anne Abernathy因在训练期间受伤而未能上场参加正式比赛。

## 雪橇

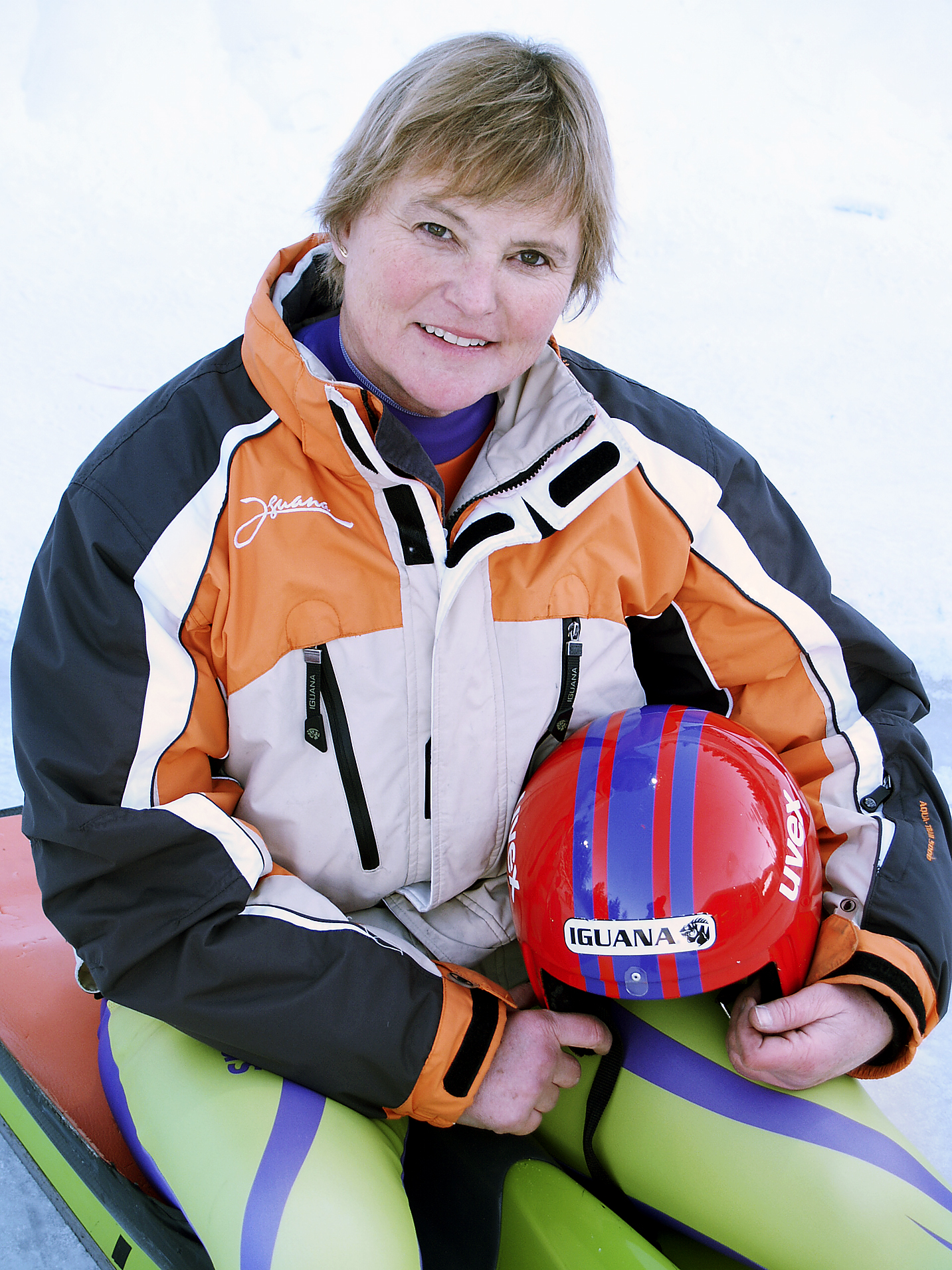
Anne Abernathy